# Autobahnknoten Poznań-Zachód
Der Autobahnknoten Poznań-Zachód (polnisch: Węzeł autostradowy Poznań-Zachód) liegt südwestlich der polnischen Ortschaft Głuchowo in der Woiwodschaft Großpolen. Er verbindet die polnische Autobahn A2, die Schnellstraße S11 und die Schnellstraße S5 miteinander.
Der Autobahnknoten Poznań-Zachód trägt auf der S5 die Anschlussstellennummer 35.

## Geschichte
Der Bau des Knotens erfolgte in den Jahren 2011 und 2012 zusammen mit dem Bau des Abschnittes der S11 zwischen den Knoten Poznań-Tarnowo Podgórne und Poznań-Zachód. Er fand in einer gesonderten Aufgabe statt. Als Bauunternehmen wurde Strabag in einer Ausschreibung ausgewählt. Der Baubeginn erfolgte im März 2011. Die Baukosten betrugen 42 Millionen Złoty, wovon zwei Drittel von der Aktiengesellschaft Autostrada Wielkopolska und ein Drittel von der GDDKiA getragen wurden. Der Knoten wurde am 3. Juni 2012 eröffnet und stellt seitdem das westliche Ende der Südumgehung Posens im Verlauf der A2 dar.

## Aktueller Stand
Aktuell stehen folgende Richtungen zur Auswahl:
- Autobahn A2 in westlicher Richtung nach Nowy Tomyśl und weiter bis zur Grenze nach Deutschland
- Autobahn A2 in östlicher Richtung nach Lodz und Warschau
- Schnellstraße S5 in südlicher Richtung nach Leszno und Breslau
- Schnellstraße S11 in nördlicher Richtung bis zum Knoten Poznań-Północ

## Sonstiges
Der Knoten hieß ursprünglich nur Autobahnknoten Głuchowo und wurde aufgrund der naheliegenden Ortschaft Głuchowo so benannt. Im Jahr 2012 wurde der Name in Autobahnknoten Poznań-Zachód geändert, obwohl der Knoten nicht in den Stadtgrenzen von Posen liegt, jedoch das westliche Ende der Südumgehung Posens darstellt. Der Knoten ist aus einer Doppeltrompete aufgebaut und besteht aus zwei Brückenbauwerken.